# Lichenochora galligena
Lichenochora galligena är en lavart som beskrevs av R. Sant. & Hafellner 1989. Lichenochora galligena ingår i släktet Lichenochora, ordningen Phyllachorales, klassen Sordariomycetes, divisionen sporsäcksvampar och riket svampar.   Inga underarter finns listade i Catalogue of Life.